# Male Drage
Male Drage es una localidad de Croacia en el municipio de Brod Moravice, condado de Primorje-Gorski Kotar.

## Geografía
Se encuentra a una altitud de 505 m s. n. m. a 118 km de la capital nacional, Zagreb.

## Demografía
En el censo 2011 el total de población de la localidad fue de 5 habitantes.
| Gráfica de población de Male Drage 1857-2011                        |
|                                                                     |
| Según los censos de población de la oficina estadística de Croacia. |